# Glendale Heights
Glendale Heights – wieś w Stanach Zjednoczonych, w stanie Illinois, w hrabstwie DuPage.